# 欧洲E13公路
欧洲E13公路（E13）是欧洲的一条国际公路，全程均在英国，起点为唐卡斯特，终点为伦敦，全长约328公里。该公路主要经过英格兰M1高速公路。

## 线路
欧洲E13公路穿过以下主要城市：

- 英国：唐卡斯特 - 谢菲尔德 - 诺丁汉 - 莱斯特 - 北安普敦 - 卢顿 - 伦敦

## 相关公路
欧洲E13公路与以下公路交叉： 
- 欧洲E15公路
- 欧洲E24公路
- 欧洲E30公路

## 沿途风景

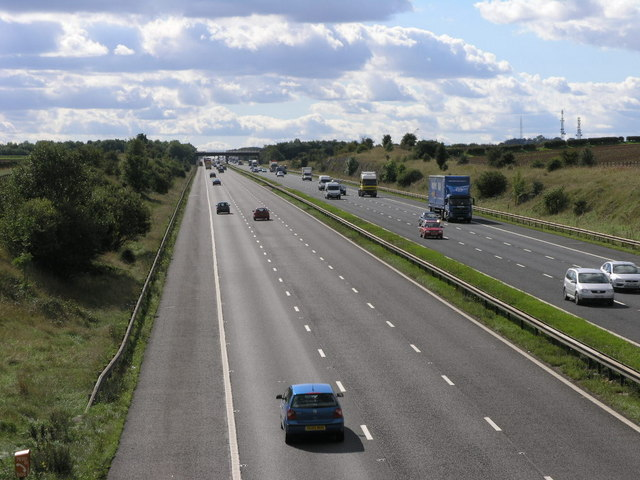
欧洲E13公路英国唐卡斯特附近
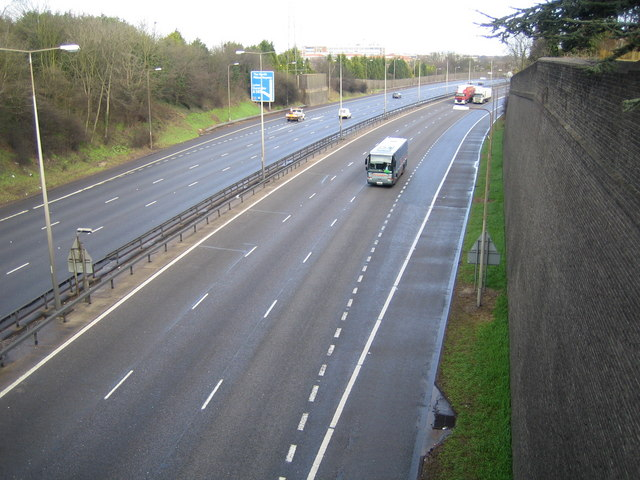
欧洲E13公路英国伦敦路段